# Daldinia
Daldinia Ces. & De Not., 1863 è un genere di funghi appartenente alla famiglia Xylariaceae.

## Specie di Daldinia
La specie tipo è Daldinia concentrica (Bolton) Ces. & De Not., 1863, altre specie incluse sono:
- D. angolensis
- D. bakeri
- D. bambusicola
- D. brachysperma
- D. caldariorum
- D. childiae
- D. clavata
- D. cudonia
- D. cuprea
- D. dennisii
- D. eschscholzii
- D. fissa
- D. gelatinosa
- D. graminis
- D. grandis
- D. lloydii
- D. loculata
- D. macrospora
- D. mexicana
- D. novae-zelandiae
- D. occidentalis
- D. petriniae
- D. placentiformis
- D. sacchari
- D. simulans
- D. singularis
- D. vernicosa